# Huldigungserlass

Reichsverweser Erzherzog Johann von Österreich, 1848, das vorläufige deutsche Staatsoberhaupt

Als Huldigungserlass bezeichnet man ein Rundschreiben des deutschen Reichskriegsministers Eduard von Peucker am 16. Juli 1848 an die Kriegsministerien der einzelnen deutschen Staaten. Die jeweiligen Armeen der Einzelstaaten sollten in einer Parade am 6. August dem Reichsverweser huldigen und die deutschen Farben tragen.
Nur die kleineren Staaten kamen dem nach, während die größeren, wie Preußen oder Österreich, sich der Aufforderung verweigerten oder den Erlass nur teilweise ausführten. Wo es keine staatliche Huldigung gab, organisierten Bürger oftmals Feste unter Einbeziehung ihrer Bürgerwehr. Die Huldigungsfrage zeigte, wie brüchig die Zusammenarbeit zwischen der Zentralgewalt und vor allem den größeren Einzelstaaten war.

## Entstehen

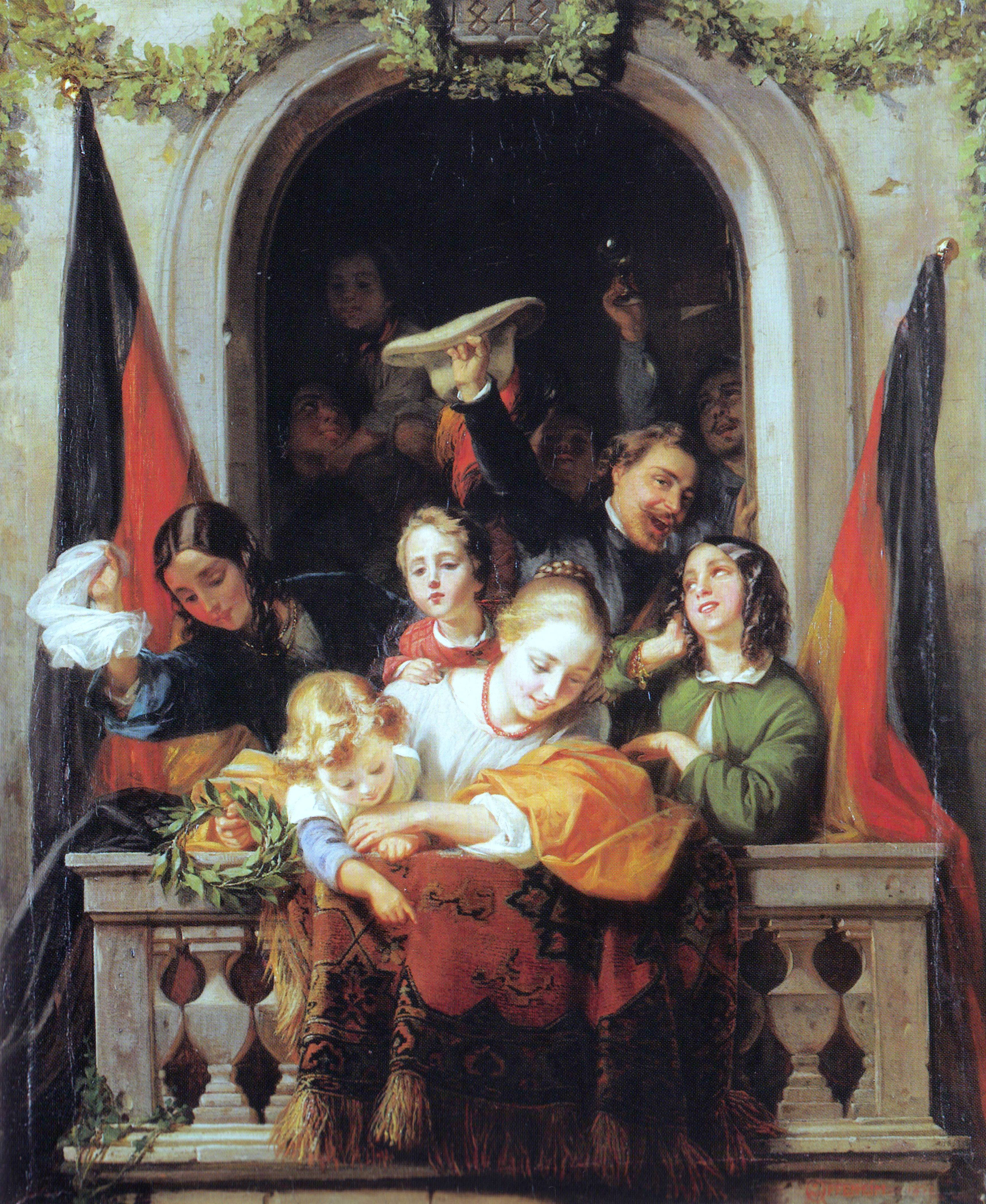
Fensterszene beim Einzug des Reichsverwesers in Frankfurt (Juli 1848), Gemälde von Moritz Daniel Oppenheim

Es war im Interesse der Zentralgewalt, dass sie über die Bundestruppen bzw. Reichstruppen verfügen konnte, um gegen Unruhen und auch Anschläge gegen die Nationalversammlung auftreten zu können. Fraktionen der Linken und in der Mitte der Nationalversammlung hatten verlangt, dass die Bundestruppen auf die Zentralgewalt vereidigt werden; die Zentralgewalt jedoch entschied sich für die gemäßigtere Form einer Huldigung.
Die Zentralgewalt bestand im Juli 1848 aus nur drei Reichsministern. Außenminister Johann Gustav Heckscher war mit den Reichsverweser nach Wien verreist. So beschlossen Innenminister Anton von Schmerling und Kriegsminister Eduard von Peucker am 15. oder 16. Juli als Reichsministerrat allein, den entsprechenden Ministerien der Einzelstaaten ihre jeweilige Ernennung zu melden. Dazu verfassten beide Reichsminister jeweils für ihren Bereich ein Rundschreiben; der Reichsverweser erfuhr erst im Nachhinein davon.

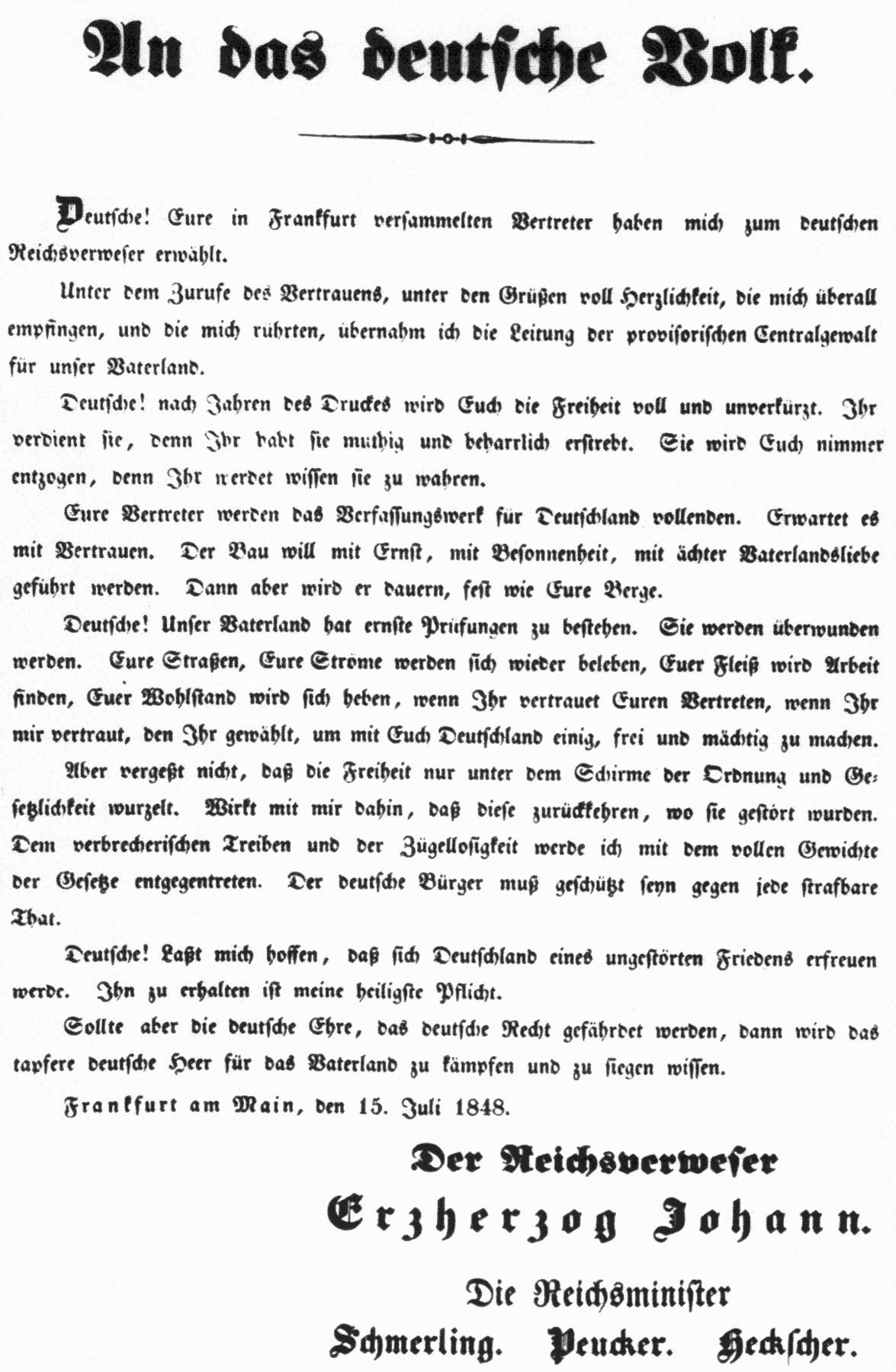
Reichsverweser Johann: Aufruf an das deutsche Volk, 15. Juli 1848

Laut Zentralgewaltgesetz vom 28. Juni übernahm der Reichsverweser (in der vorläufigen Verfassungsordnung ein Ersatz-Monarch) die "Oberleitung der gesamten bewaffneten Macht" (Art. 2, Buchstabe b). Peucker wollte diese Oberleitung den Kriegsministerien der Einzelstaaten anzeigen. Er selbst war preußischer General und hatte bei der Übernahme des Reichskriegsministeriums darauf bestanden, dass die Einzelstaaten ihre militärische Eigenständigkeit behielten. Doch das Rundschreiben wurde missverstanden; Peucker wurde unterstellt, er wolle sofort den Oberbefehl aller Truppen in Deutschland übernehmen bzw. ausüben. Der Inhalt des Rundschreibens spricht deutlich von einem Ersuchen an die Kriegsministerien, dass in dringenden Fällen Befehle des Reichsverwesers an die Truppen weitergegeben werden.
Hinter dem Rundschreiben stand in erster Linie Innenminister Schmerling. Er wollte nicht nur die Stärke der Zentralgewalt demonstrieren, sondern auch Forderungen der Linken in milderer Form entsprechen: Die Linke hatte verlangt, dass alle Truppen auf den Reichsverweser vereidigt werden. Die primäre Verantwortung für die Folgen des Huldigungserlass trug also Schmerling, während Peucker der Nationalversammlung nicht angehörte, an den dortigen Diskussionen nicht teilgenommen hatte und daher die politische Tragweite des Rundschreibens möglicherweise nicht richtig einschätzen konnte. Schmerling gab später zu, dass der Erlass ein Missgriff gewesen sei.

## Inhalt

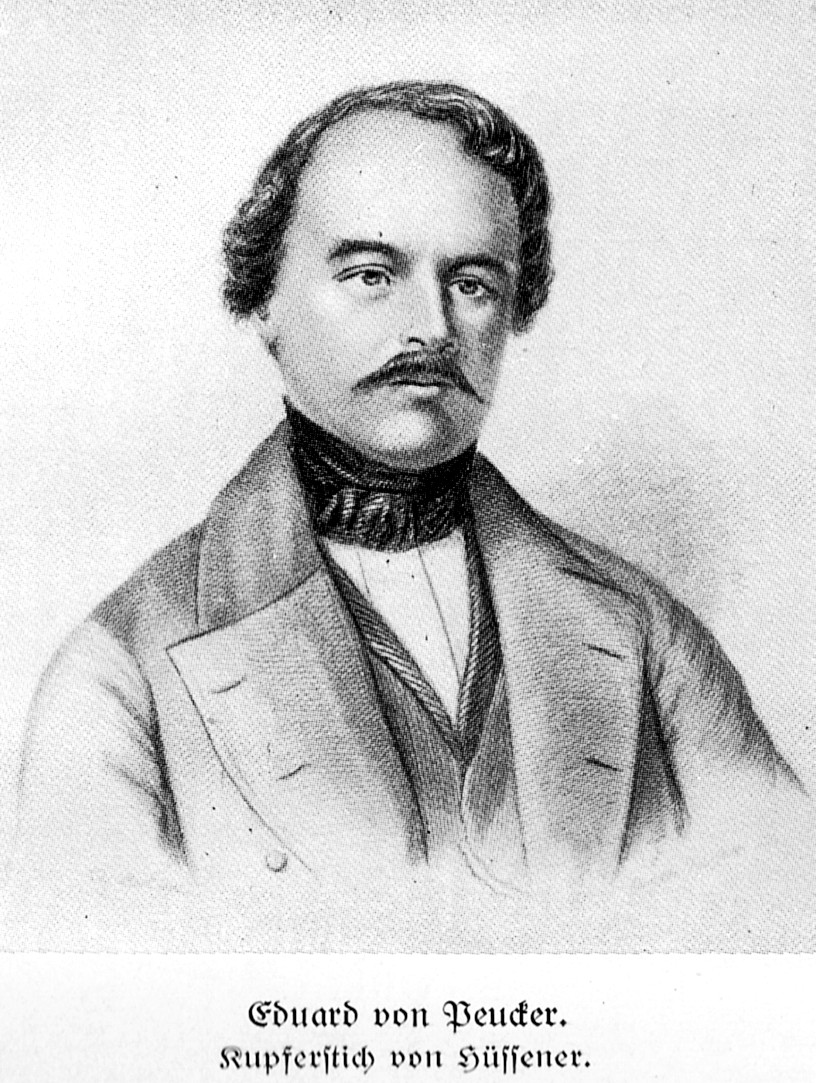
Eduard von Peucker, Reichskriegsminister

Das Rundschreiben verweist auf das Zentralgewaltgesetz vom 28. Juni 1848 und die Bildung des Reichsministeriums. Dabei sei der königlich-preußische Generalmajor Eduard von Peucker, der Unterzeichnende, zum Reichskriegsminister ernannt worden. Er macht hiermit seine Ernennung bekannt. In dringenden Ausnahmefällen werde der Reichskriegsminister Befehle geben; er ersucht das Kriegsministerium die jeweiligen Truppen anzuweisen, diese Befehle zu befolgen: Wörtlich heißt es:

„Der unterzeichnete Reichskriegsminister hat demnach die Ehre, das Kriegsministerium für jetzt zu ersuchen, in allen in den Wirkungskreis des Reichskriegsministeriums gehörenden Angelegenheiten mit demselben sogleich in Verkehr treten, die Truppen dessen Bereichs aber anweisen zu wollen, die ausnahmsweise in besonders dringenden Fällen an solche unmittelbar vom Reichskriegsministerium ergangenen Befehle sofort zu befolgen.“

Er bittet ferner um Mitteilungen über den Zustand und die Bedürfnisse der Bundestruppen.
Da der Reichsverweser die "Oberleitung der gesammten deutschen bewaffneten Macht" übernommen habe, sollen alle Truppen vom Aufruf des Reichsverwesers an das deutsche Volk Kenntnis nehmen und dem Reichsverweser eine "öffentliche Huldigung" darbringen. Dazu sollen am Sonntag, den 6. August 1848, "alle deutsche Bundestruppen in ihren Garnisonen in Parade" ausrücken. Der Aufruf soll ihnen vorgelesen, dem Reichsverweser ein "dreimaliges Lebehoch" ausgebracht und eine dreimalige Geschützsalve abgefeuert werden. Sofern noch nicht geschehen sollen die Truppen „die deutschen Farben“ anlegen.

## Befolgung
Alle Staaten befolgten den Huldigungserlass nach Sinn und Form, allerdings mit Ausnahme der größten und wichtigsten Staaten Österreich, Preußen, Bayern und Hannover. Sie führten ihn nur teilweise oder kaum aus. In der Fachliteratur heißt es zuweilen vereinfachend, die Staaten oder die größeren Staaten hätten den Erlass nicht befolgt.
Der Reichsverweser selbst verlebte den Tag in Frankfurt am Main, im Hotel Russischer Hof, mit seiner Frau und seinem Sohn. Nach Verlesung des Aufrufs an das deutsche Volk und dreimaligem Lebehoch defilierten die Truppen vor dem Hotel des Reichsverwesers. Als dieser sich mit seiner Familie zeigte, „erscholl von Neuem ein mehrfaches Lebehoch aus den Reihen des Militärs sowohl als der dichtgedrängten Volksmassen“, hieß es in einer Zeitung.
In Hannover wurde die Militärparade zehn Minuten vor Beginn abgesagt, angeblich war das Wetter zu schlecht. Die Truppen erhielten den Inhalt des Erlasses nur per Tagesbefehl. Württemberg folgte dem Erlass; als die linke Reichsregentschaft im Juni 1849 den Reichsverweser für abgesetzt erklärte und sich den württembergischen Reichsgeneral von Miller unterstellen wollte, verwies dieser auf die Huldigung. Als Soldat verbiete es sich für ihn zu entscheiden, ob der Reichsverweser abgesetzt sei oder nicht.
Reichskriegsminister Peukert wurde in der Nationalversammlung scharf dafür kritisiert, dass der Erlass nur mangelhaft befolgt wurde. Er bemühte sich, so Engehausen, „die Weigerungen als Missverständnisse zu bagatellisieren“.

### Österreich
In Wien fand zwar eine öffentliche Militärparade der Garnison statt. Nur das Bataillon, das dem Bundeskontingent Österreichs angehörte, legte für die Parade die deutschen Farben an und gleich danach wieder ab. Kriegsminister Latour beschwerte sich beim Reichsverweser, da der Erlass taktlos und anmaßend sei und der Heeresdisziplin schade. Der Reichsverweser antwortete, er habe vom Erlass gar nichts gewusst. (Reichsverweser Erzherzog Johann hatte paradoxerweise nicht nur das Reichsministerium, sondern in Stellvertretung seines kaiserlichen Neffen auch die österreichische Regierung eingesetzt.)

### Preußen

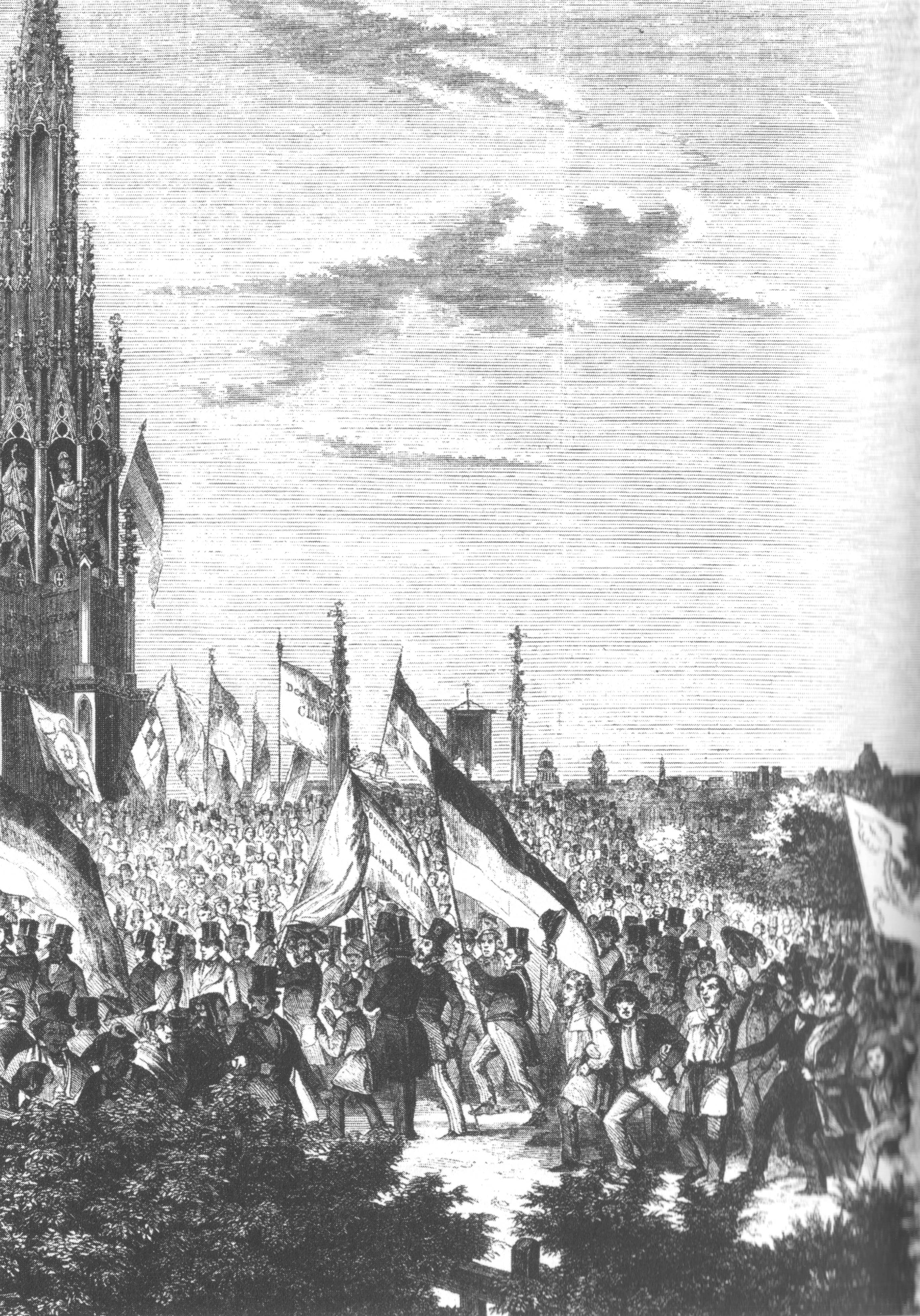
Auch wo nicht gehuldigt wurde, feierten Deutsche am 6. August den Reichsverweser, hier bei einem Festzug zum Kreuzberg bei Berlin.

#### Reaktionen in der Hauptstadt
Die preußische Regierung kündigte in einem frostigen Schreiben dem Reichsministerium an, den Erlass nicht zu befolgen. Sie berief sich darauf, dass zur preußischen Armee auch Truppen aus Gebieten gehören, die nicht Teil des Deutschen Bundes seien. Denen könne man die Huldigungsfeier nicht zumuten. Außerdem hätten die preußischen Truppen im Dienst des Bundes die deutschen Farben bereits angelegt, und bei der Wahl des Reichsverwesers habe es bereits eine militärische Feier gegeben. Der preußische König wiederholte in einem Tagesbefehl vom 29. Juli, dass er der Reichsverweserwürde für Johann zugestimmt habe und stellte in Aussicht, dass preußische Truppen dem Kommando Johanns für Bundeszwecke unterstellt werden können, aber nur mit jeweiligem ausdrücklichem Befehl des Königs.
Max von Gagern hielt sich im August in Berlin auf und schrieb seinem Bruder Heinrich von Gagern, dem Präsidenten der Nationalversammlung, dass ihn “ein böser, unheimlicher Geist” angeweht habe. Die schlechte Strömung dort für Nationalversammlung und Zentralgewalt käme nicht allein von der preußischen Regierung, sondern sie folge “mehr dem Gedränge, als sie es anführt; die philisterhafte Stammeifersucht, die Angst der Krämer, das bettelstolze Junkertum in der Provinz u[nd] in der Armee, kurz alles, was einen Wiederaufschwung der Nation erschwert, scheint zu neuem Leben zu erwachen [...].”

#### Feiern in der Provinz
Am 6. August fanden in kleinerem Rahmen tatsächlich preußische Huldigungsparaden statt, nämlich von Truppen, die zu jenem Zeitpunkt Aufgaben des Bundes innehatten. Dabei handelte es sich um die preußische Armee in Schleswig-Holstein sowie die preußischen Garnisonen in den Bundesfestungen Mainz und Luxemburg.
Preußische Bürger ließen sich von Feierlichkeiten nicht abhalten, nicht zuletzt im Rheinland. Eine der größten Veranstaltungen fand am 7. August in Mönchengladbach statt, während die Rheinmetropole Köln sich auf das Dombaufest am 14. August konzentrierte. Der Tag begann mit 21 Kanonenschüssen um fünf Uhr morgens. Nach Gottesdiensten führten Schulkinder eine Parade an, wobei die Jungen schwarz-rot-goldene Fahnen trugen und die Mädchen in weiß gekleidet waren, mit schwarzen, roten und goldenen Bändern und im Haar Eichenkränzen. Turner, Bürgerwehr und Sangvereine folgten. Außerhalb der Stadt präsentierten die Turner auf den Weiden ihre Künste, und auf dem Marktplatz wurden Hochs auf den Reichsverweser und den preußischen König ausgebracht.
Jonathan Sperber: Die revolutionären Farben wurden mit dem Weiß der Reinheit kombiniert, die Turner und die Bürgerwehr zeigten die bewaffnete Bürgerschaft, wobei die Feier sie mit dem neuen vereinten Deutschland und der bestehenden preußischen Monarchie verband. Doch diese friedlichen und geplanten Einheitsfeiern wurden von öffentlichen Unruhen am Vorabend überschattet, als wütende Mengen die Fensterscheiben protestantischer Fabrikbesitzer einschlugen.

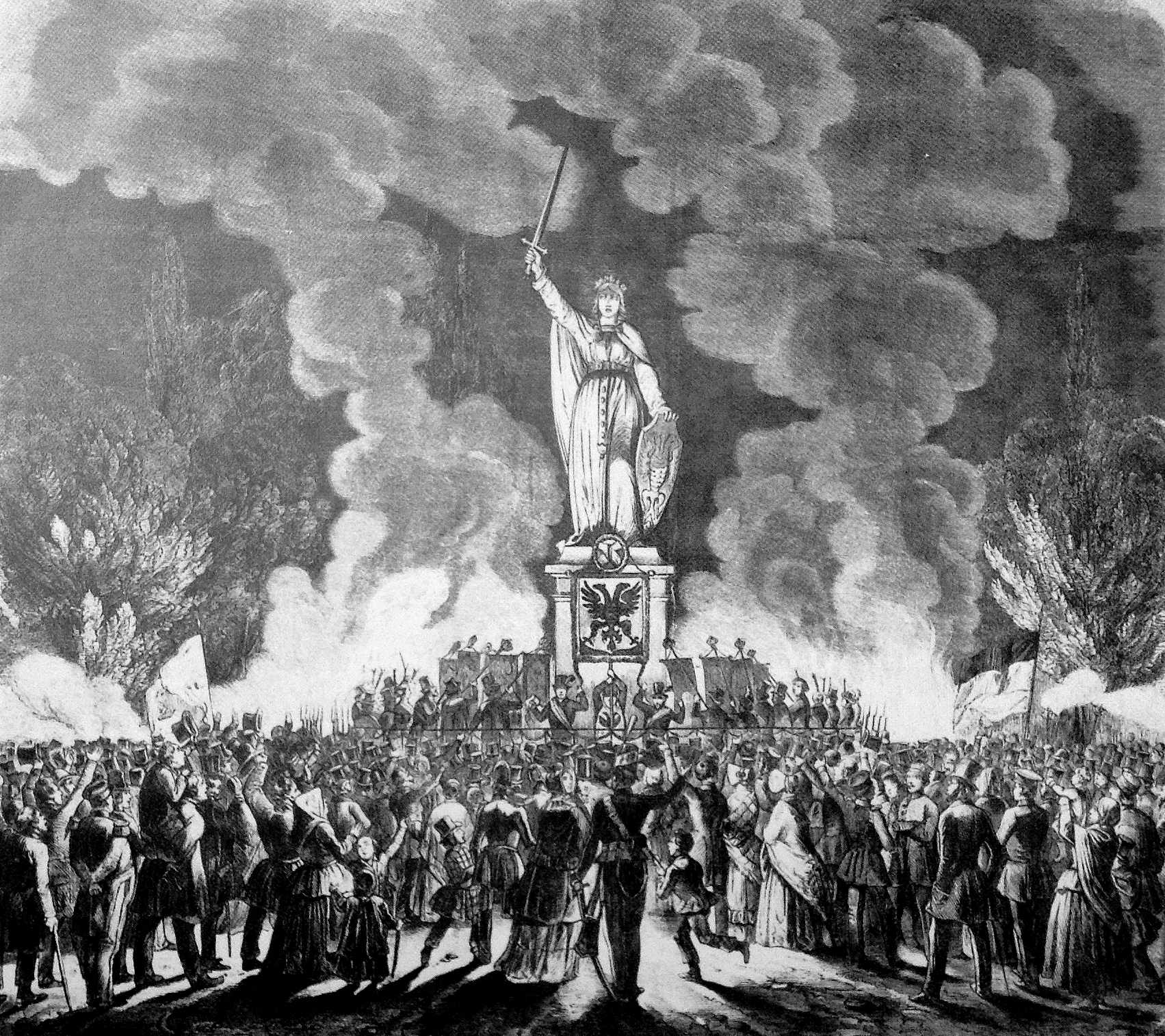
Stich zum Einheitsfest in Düsseldorf, 6. August 1848

Düsseldorf war ein Zentrum des Revolution, in dem Vertreter der konstitutionellen Monarchie gegenüber den Republikanern die Oberhand behielten, und seine Huldigungsfeier wurde von monarchistischen Demokraten organisiert, dem Verein für demokratische Monarchie unter seinen Führern Hugo Wesendonck und Lorenz Cantador. Doch die extreme Linke (darunter Ferdinand Lassalle) blieb fern, weil sie den monarchischen Reichsverweser ablehnte. Die preußischen Offiziere boykottierten die Feier, aber viele einfache Soldaten schlossen sich am Nachmittag und Abend den Feiern an und „fraternisierten“ alkoholisiert mit den Einwohnern.
Höhepunkt der Düsseldorfer Feier war ein Fackelzug am Abend des 6. August, der von 38 Studenten der Kunstakademie angeführt wurde, im mittelalterlichen Kostüm, die jeweils eine Flagge der deutschen Staaten trugen. Endpunkt der Parade war der zentrale Friedrichsplatz mit einer riesigen Statue der Germania, ein unausgesprochen nicht-monarchistisches Symbol. Die Studenten legten dort die Landesflaggen ab, und ein weiterer Student trat mit einer schwarz-rot-goldenen auf, woraufhin die Zuschauer spontan Was ist des Deutschen Vaterland? anstimmten. Als hingegen am 14. August der preußische König Düsseldorf besuchte, soll er von einer teilweise feindseligen Menge mit Pfiffen begrüßt und aus ihr mit Pferdeäpfeln beworfen worden sein, während die Bürgerwehr den Besuch boykottierte und der Stadtrat den König nicht empfangen wollte.
In Eupen (heute Belgien) verstand das einfache Volk die Feierlichkeiten als Ende der preußischen Herrschaft und die Rückkehr der Habsburger. Der Konflikt zwischen Katholiken und Protestanten (bzw. Habsburg und Hohenzollern) war bedeutsamer als das Feiern der neuen nationalen Einheit. Das protestantische Langenlonsheim an der Nahe im Hunsrück feierte den 6. August mit einer Parade des 6. Uhlanenregiments, der schwarz-weißen Fahne und der Königshymne Heil dir im Siegerkranz. Auch in den westfälischen, katholischen Städten Münster und Paderborn begeisterte man sich eher für Habsburger wie Johann. Die Kirchen in Münster läuteten am 5. August alle Glocken, tags darauf gab es ein feierliches Hochamt und eine Parade der Bürgergarde. In Paderborn traf man sich, nach Gottesdiensten aller Konfessionen, in einer Volksversammlung, mit Gesang der Liedertafel und Tanz auf dem Schützenplatz.

### Bayern
In Bayern brachte man dreimal ein Hoch: erst dem eigenen König, dann dem Reichsverweser und schließlich dem deutschen Vaterland. Trotz der vielbemerkten Anwesenheit des Prinzen Luitpold gab es eine allseitige Verstimmung, so Veit Valentin: Landwehr und Freikorps sollten ursprünglich nicht teilnehmen, da der Reichskriegsminister nur das stehende Heer erwähnt hatte. Das Hoch sowohl auf den Reichsverweser als auch auf den König ließ offen, wer von beiden der Kriegsherr sei.

### Großherzogtum Hessen
Die Feier in Worms, im Großherzogtum Hessen, wurde von den Linken dominiert. Der Wormser Bürgerwehr wählte den 5. August statt des 6., und der Kommandant ließ der Zentralgewalt statt des Reichsverwesers huldigen. Eine Massenveranstaltung am darauf folgenden Tag zog tausende Städter und Dorfbewohner an. Die Mainzer Turner führten die Parade an, und zwei linke Abgeordnete der Frankfurter Nationalversammlung standen mit ihrem Aufruf zur Volkssouveränität im Mittelpunkt der Feier.

### Braunschweig
Herzog Wilhelm lehnte den Huldigungserlass strikt ab und sah sich durch Beratungen mit Preußen und Hannover in seiner Haltung bestätigt. Dem preußischen König hatte er am 1. August geschrieben: “Die Anmaßung der Paulskirche geht zu weit, wenn man sie gewähren ließe würden bald alle Fürsten mediatisiert sein, und Ich glaube das es gut ist sich bald und Entschieden gegen diesen Unfug auszusprechen. Der König von Hannover, bei welchem Ich vor einigen Tagen war, denkt ebenso.”
Die Bevölkerung im Herzogtum Braunschweig reagierte bitter, dennoch konnten mehrere Deputationen (etwa nach einer Volksversammlung am 4. August) den Herzog nicht umstimmen. Durch eine Messe befanden sich Tausende von Auswärtigen in der Stadt Braunschweig, was die Aufregung vergrößerte. Erst am 5. August konnte die Regierung den Herzog zum Einlenken bewegen. Das Militär, soweit es sich nicht in Schleswig-Holstein befand, und die Bürgerwehr rückten tags darauf auf den großen Exerzierplatz und brachten dem Reichsverweser ein Hurra. Der Herzog erschien, verriet aber durch seine Miene seinen Widerwillen.
Der genaue Ablauf des Festes vom 6. August wurde im Adjutanten-Tagebuch festgehalten:

„S[eine] H[oheit] ritten mit sämmtlichen Flügel-Adjutanten um ½ 1 nach dem Gr. Exercierplatz. Es waren daselbst zur Parade aufgestellt: die Linientruppen, die Bürgerwehr u. die Messfremden nach ihrem Vaterland in Trupps getheilt, unter denen durch Fahnen und Kopfzahl sich auszeichneten: die Preußen, die Sachsen, die Schleswig-Holsteiner und die Lauenburger. S. H. ritten im Schritt die Linien herunter u. wurden von der Bürgerwehr sowohl wie von den Fremden abtheilungsweise mit lautem Hurra empfangen. Darauf fand der Vorbeimarsch statt, wobei abermals die ohne Waffen marschierenden Ausländer ihren Gruß durch Hurra zu erkennen gaben, das jedesmal in der Nähe S. H. mit Schwenken der Kopfbedeckungen angestimmt wurde. Zur Tafel, die im Gartensaal 5 Uhr stattfand, war das ganze Officierscorps befohlen, das sich nach derselben in pleno nach dem Kl. Exercierplatz begab, wohin sie die Stadt zur Feier des Tages nebst sämmtlichen Soldaten zum großartigen Volksfest geladen hatte. Dasselbe soll ohne wesentliche Störungen bei allen Arten von Belustigungen bis Anbruch des folgenden Tages gedauert habe. S. H. hatten zur Feier des Tages à 6 u. 4 ggr. zahlen lassen.“

Trotz des letztendlichen Einlenkens des Herzogs hatte seine ablehnende Haltung gegenüber der Huldigung die Stimmung in Braunschweig stark absinken lassen. Seine frühere Popularität war beschädigt oder gar vernichtet. Als am 13. August der König von Preußen vom Herzog in Gegenwart einer großen Menschenmenge empfangen wurde, ließen die Menschen ihre Hüte auf.

### Lippe-Detmold
Die Vaterländischen Blätter aus Lippe-Detmold beschrieben die Huldigungsfeier in ihrem Kleinststaat. Bereits um 6 Uhr früh zog das Militär-Musikcorps durch die Straßen Detmolds. Etwa um 12 Uhr kam das gesamte Bataillon aus der Kaserne an einen Ort nahe den Stadttoren (das Bruch), erstmals mit der schwarz-rot-goldenen Kokarde und einem ebensolchen Band an den Landesfahnen. Es marschierte im Geleit einer dichten Menschenmenge. Als Fürst Leopold mitsamt Familie erschien, begrüßte die Menge ihn mit einem Hurra. Offiziere verlasen eine Erklärung über den Tag sowie den Aufruf des Reichsverwesers an das deutsche Volk. Von Kanonenschüssen begleitet brachte man ein dreimaliges Hoch auf den Reichsverweser aus. Dies wiederholte sich am Nachmittag mit der Bürgerwehr. Ihr Major Heiwing sagte dabei:

„[...] der Mann, den die Vertreter der Nation fast einstimmig wählten, hat ein würdiges, tadelloses Leben aufzuweisen. - Ein einfacher, reiner Mensch, - ein edler Fürst, - ein ganzer Mann, hat er bisher unter den Brüdern Tyrols und Steyermarks gelebt, - mitten unter dem Volke, für das Volk, als ein echter Mann des Volks in jenem Lande, in dem noch alte deutsche Treue wohnt, fest und unerschütterlich wie seine Berge!

Das ist ein gutes Vorzeichen für das deutsche Vaterland, für uns Alle und unsere eigene Zukunft!

Darum begrüßen wir ihn, den Mann der Tyroler Berge mit dem Besten, was wir haben, mit unserer vollen Hingebung und treuen Liebe. Erzherzog Johann, der deutsche Reichsverweser, lebe hoch!“

Nach einem dreimaligen Hoch unter Kanonendonner fuhr der Major fort:

„Wenn wir des einigen großen Vaterlandes und seines jetzigen Hauptes gedacht haben, so dürfen wir auch dessen nicht vergesse, was Gott als das Nächste uns gab, - unsers geliebten Heimathlandes und des biedern Fürsten, der seit fast 30 Jahren mit milder Gerechtigkeit über uns waltet! [...] Darum laßt uns auch unserm angeborenen Herrscher an diesem Tage unsere freudige Huldigung bringen. Unser geliebter Fürst Paul Alexander Leopold lebe hoch!“

Am Abend versammelten sich viele Menschen an verschiedenen Orten, etwa im Bürgersaal des Rathauses, zum Tanz.

## Folgen und Bewertung

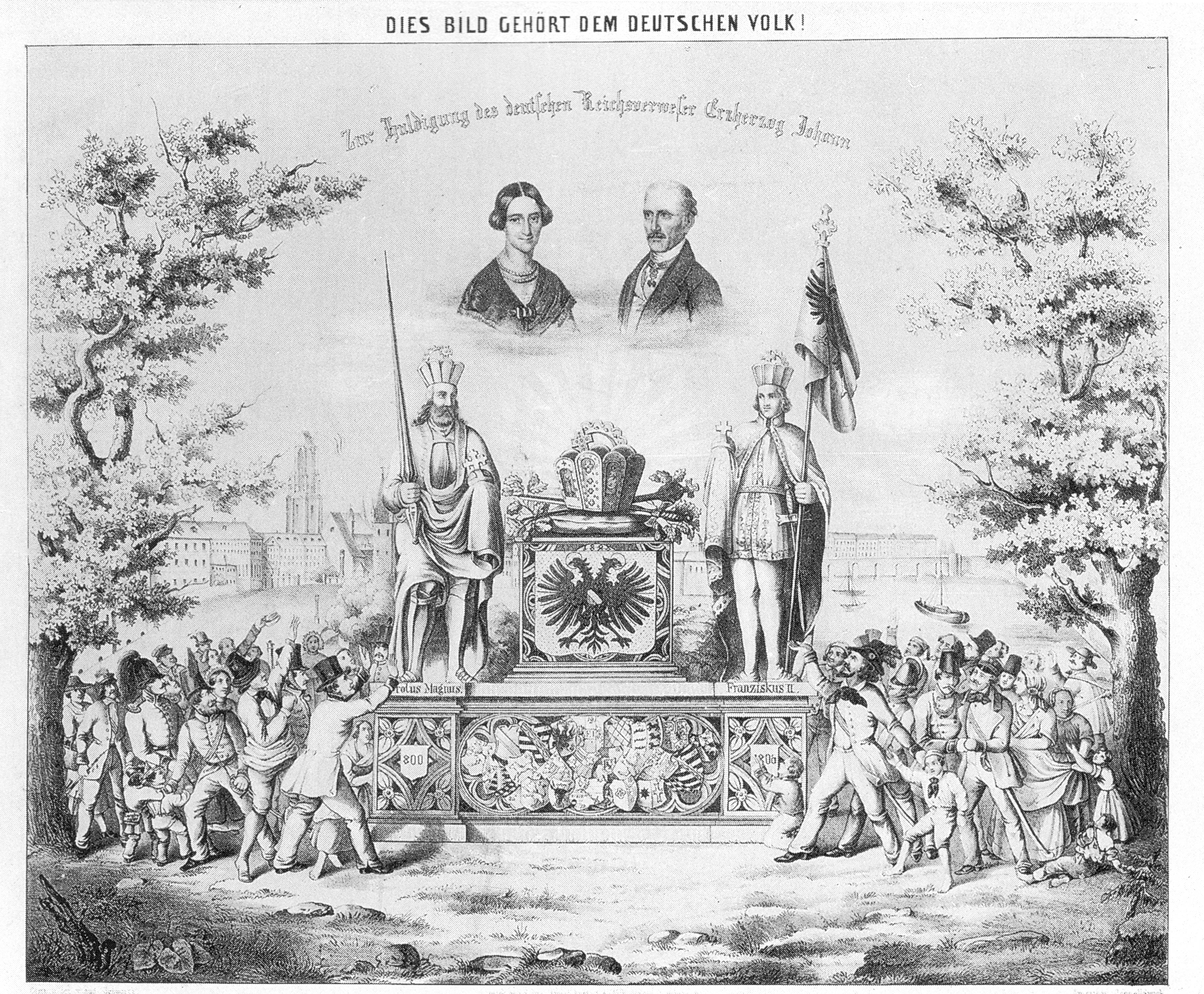
„Zur Huldigung des Reichsverweser Erzherzog Johann“, Fantasiedarstellung

Der Erlass hatte in ganz Deutschland, vor allem in Preußen, zu großer Erregung geführt und wurde Mittelpunkt eines politischen Grundsatzstreits. Das teilweise ablehnende Verhalten in den größeren Einzelstaaten hatte die Ohnmacht der Zentralgewalt offengelegt. Die Zentralgewalt konnte die Grenzen ihrer wirklichen Macht bereits erkennen, und dies wird auch in einem internen Schreiben Schmerlings deutlich. Der Nationalversammlung gegenüber zog Peucker hingegen eine positive Bilanz seines Erlasses.
Dem Verfassungshistoriker Ernst Rudolf Huber zufolge hatten die Einzelstaaten das Zentralgewaltgesetz vom 28. Juni hingenommen, so dass sie jetzt nicht mehr das Recht hatten, sich gegen die Konsequenzen des Gesetzes aufzulehnen. Von ihrem Standpunkt aus war es "nicht ungerechtfertigt, den Huldigungserlaß einen Staatsstreich Peuckers zu nennen", denn eine Huldigung hatte symbolisch fast den gleichen Gehalt wie eine Vereidigung. Aber vom Standpunkt des entstehenden Nationalstaats war diese Vorentscheidung über die Wehrverfassung nötig, um später die Verfassungsarbeit der Nationalversammlung abzusichern. Beim Übergang vom Staatenbund zum Bundesstaat könne "eine vollkommene Legalität" zwar nicht gewahrt werden. Doch der dazugehörige Bruch sei eben schon mit der Wahl der Nationalversammlung, spätestens mit dem Zentralgewaltgesetz eingetreten.
Ralf Heikaus meint, dass die Argumente Preußens bzw. der Einzelstaaten nicht weniger gewichtig gewesen seien als der Standpunkt der Zentralgewalt: Die Militärhoheit liege noch bei den Einzelstaaten, und erst nach der definitiven Gründung eines deutschen Bundesstaates, bei Vorliegen einer endgültigen Reichsverfassung, könne sie auf eine nationale Zentralinstanz übergehen. Nicht nur in hochkonservativen Kreisen um den König, sondern auch allgemeiner im preußischen Bürgertum empfand man den Erlass daher als Eingriff in die Eigenständigkeit Preußens, sogar des Königs, der über die militärische Kommandogewalt persönlich verfügte. Die Zentralgewalt hingegen verstand das Zentralgewaltgesetz als vorläufige Verfassungsordnung und wollte die Truppen auch gar nicht unverzüglich dem Reichsverweser wirksam unterstellen, sondern die Deutsche Einheit demonstrieren.

## Quelle
- Nr. 89 (Nr. 85). Huldigungserlaß des Reichskriegsministers v. Peucker. Rundschreiben an die Kriegsminister der deutschen Staaten, die Übernahme der Zentralgewalt durch den Reichsverweser betreffend vom 16. Juli 1848. In: Ernst Rudolf Huber: Dokumente zur deutschen Verfassungsgeschichte. Band 1: Deutsche Verfassungsdokumente 1803–1850. 3. Auflage. W. Kohlhammer, Stuttgart u. a. 1978 (1961), S. 343/344.

## Belege
1. ↑  Veit Valentin: Geschichte der deutschen Revolution von 1848–1849. Zweiter Band: Bis zum Ende der Volksbewegung von 1849. Nachdruck. Kiepenheuer & Witsch, 1977 (1930/1931), S. 91.
2. ↑  Ralf Heikaus: Die ersten Monate der provisorischen Zentralgewalt für Deutschland (Juli bis Dezember 1848). Dissertation. Frankfurt am Main u. a., 1997, S. 97, S. 123.
3. ↑  Ralf Heikaus: Die ersten Monate der provisorischen Zentralgewalt für Deutschland (Juli bis Dezember 1848). Dissertation. Frankfurt am Main u. a., 1997, S. 97/98.
4. ↑  Ralf Heikaus: Die ersten Monate der provisorischen Zentralgewalt für Deutschland (Juli bis Dezember 1848). Dissertation. Frankfurt am Main u. a., 1997, S. 98–100, S. 377.
5. ↑  Ernst Rudolf Huber: Deutsche Verfassungsgeschichte seit 1789. Band II: Der Kampf um Einheit und Freiheit 1830 bis 1850. 3. Auflage. Verlag W. Kohlhammer, Stuttgart u. a. 1988, S. 652/653.
6. ↑  Ralf Heikaus: Die ersten Monate der provisorischen Zentralgewalt für Deutschland (Juli bis Dezember 1848). Dissertation. Frankfurt am Main u. a., 1997, S. 103.
7. ↑  Rudolf Stadelmann: Soziale und politische Geschichte der Revolution von 1848. Münchner Verlag, München 1948, S. 23.
8. ↑  Otto Kimminich: Deutsche Verfassungsgeschichte. 2. Auflage. Nomos, Baden-Baden 1987, S. 357.
9. ↑  Dieter Hein: Die Revolution von 1848/49. C. H. Beck, München 1998, S. 52.
10. ↑  Luxemburger Wort für Wahrheit und Recht. Nr. 43, 13. August 1848.
11. ↑  Veit Valentin: Geschichte der deutschen Revolution von 1848–1849. Zweiter Band: Bis zum Ende der Volksbewegung von 1849. Nachdruck. Kiepenheuer & Witsch, 1977 (1930/1931), S. 91.
12. ↑  Ralf Heikaus: Die ersten Monate der provisorischen Zentralgewalt für Deutschland (Juli bis Dezember 1848). Dissertation. Frankfurt am Main u. a., 1997, S. 103.
13. ↑  Ernst Rudolf Huber: Deutsche Verfassungsgeschichte seit 1789. Band II: Der Kampf um Einheit und Freiheit 1830 bis 1850. 3. Auflage. Verlag W. Kohlhammer, Stuttgart u. a. 1988, S. 880.
14. ↑  Frank Engehausen: Werkstatt der Demokratie. Die Frankfurter Nationalversammlung 1848/49. Campus Verlag: Frankfurt / New York 2023, S. 126.
15. ↑  Veit Valentin: Geschichte der deutschen Revolution von 1848–1849. Zweiter Band: Bis zum Ende der Volksbewegung von 1849. Nachdruck. Kiepenheuer & Witsch, 1977 (1930/1931), S. 91.
16. ↑  Ralf Heikaus: Die ersten Monate der provisorischen Zentralgewalt für Deutschland (Juli bis Dezember 1848). Dissertation. Frankfurt am Main u. a., 1997, S. 103.
17. ↑  Ralf Heikaus: Die ersten Monate der provisorischen Zentralgewalt für Deutschland (Juli bis Dezember 1848). Dissertation. Frankfurt am Main u. a., 1997, S. 102.
18. ↑  Nach Frank Möller: Heinrich von Gagern. Eine Biographie. Habilitationsschrift, Universität Jena 2004, S. 282. Auslassungen dort.
19. ↑  Ralf Heikaus: Die ersten Monate der provisorischen Zentralgewalt für Deutschland (Juli bis Dezember 1848). Dissertation. Frankfurt am Main u. a., 1997, S. 102/103.
20. ↑  Jonathan Sperber: Festivals of National Unity in the German Revolution of 1848–1849. In: Past and Present. 136, S. 114–138, abgedruckt in: Peter H. Wilson (Hrsg.): 1848. The year of revolutions. S. 285–310. Hier S, S. 290, S. 294.
21. ↑  Jonathan Sperber: Festivals of National Unity in the German Revolution of 1848–1849. In: Past and Present. 136, S. 114–138, abgedruckt in: Peter H. Wilson (Hrsg.): 1848. The year of revolutions. S. 285–310. Hier S. 290/291.
22. ↑  Jonathan Sperber: Festivals of National Unity in the German Revolution of 1848–1849. In: Past and Present. 136, S. 114–138, abgedruckt in: Peter H. Wilson (Hrsg.): 1848. The year of revolutions. S. 285–310. Hier S. 302.
23. ↑  Jonathan Sperber: Festivals of National Unity in the German Revolution of 1848–1849. In: Past and Present. 136, S. 114–138, abgedruckt in: Peter H. Wilson (Hrsg.): 1848. The year of revolutions. S. 285–310. Hier S. 302/303.
24. ↑  Jonathan Sperber: Festivals of National Unity in the German Revolution of 1848–1849. In: Past and Present. 136, S. 114–138, abgedruckt in: Peter H. Wilson (Hrsg.): 1848. The year of revolutions. S. 285–310. Hier S. 292/293.
25. ↑  Wilfried Reininghaus, Axel Eilts: Fünfzehn Revolutionsmonate: die Provinz Westfalen von März 148 bis Mai 1849. In: Wilfried Reininghaus und Horst Conrad (Hrsg.): Für Freiheit und Recht. Westfalen und Lippe in der Revolution 1848/1849. Aschendorff, Münster 1999, S. 32–73, hier S. 48.
26. ↑  Veit Valentin: Geschichte der deutschen Revolution von 1848–1849. Zweiter Band: Bis zum Ende der Volksbewegung von 1849. Nachdruck. Kiepenheuer & Witsch, 1977 (1930/1931), S. 91.
27. ↑  Ernst Rudolf Huber: Deutsche Verfassungsgeschichte seit 1789. Band II: Der Kampf um Einheit und Freiheit 1830 bis 1850. 3. Auflage. Verlag W. Kohlhammer, Stuttgart u. a. 1988, S. 652/653.
28. ↑  Jonathan Sperber: Festivals of National Unity in the German Revolution of 1848–1849. In: Past and Present. 136, S. 114–138, abgedruckt in: Peter H. Wilson (Hrsg.): 1848. The year of revolutions. S. 285–310. Hier S. 300/301.
29. ↑  Bernhard Kiekenap: Karl und Wilhelm. Die Söhne des Schwarzen Herzogs. Band 1. Appelhans Verlag, Braunschweig 2000, S. 633.
30. ↑  Bernhard Kiekenap: Karl und Wilhelm. Die Söhne des Schwarzen Herzogs. Band 1. Appelhans Verlag, Braunschweig 2000, S. 631, S. 635.
31. ↑  Zitiert nach: Bernhard Kiekenap: Karl und Wilhelm. Die Söhne des Schwarzen Herzogs. Band 1. Appelhans Verlag, Braunschweig 2000, S. 636/637.
32. ↑  Bernhard Kiekenap: Karl und Wilhelm. Die Söhne des Schwarzen Herzogs. Band 1. Appelhans Verlag, Braunschweig 2000, S. 638.
33. ↑  Der sechste August in Detmold. In: Vaterländische Blätter. 6. Jahrgang, 9. August 1848, S. 364–366. Siehe auch: Der sechste August in Detmold. In: Harald Pilzer, Annegret Tegtmeier-Breit (Hrsg.): Lippe 1848. Von der demokratischen Manier eine Bittschrift zu überreichen. Lippische Landesbibliothek, Detmold 1998, S. 183–185.
34. ↑  Ralf Heikaus: Die ersten Monate der provisorischen Zentralgewalt für Deutschland (Juli bis Dezember 1848). Dissertation. Frankfurt am Main u. a., 1997, S. 95, S. 103.
35. ↑  Ernst Rudolf Huber: Deutsche Verfassungsgeschichte seit 1789. Band II: Der Kampf um Einheit und Freiheit 1830 bis 1850. 3. Auflage. Verlag W. Kohlhammer, Stuttgart u. a. 1988, S. 652/653. Hervorhebung im Original.
36. ↑  Ralf Heikaus: Die ersten Monate der provisorischen Zentralgewalt für Deutschland (Juli bis Dezember 1848). Dissertation. Frankfurt am Main u. a., 1997, S. 96, S. 377.